# Milord (fumetto)
Milord è un personaggio immaginario dei fumetti italiani creato negli anni sessanta da Max Bunker e dal disegnatore Paolo Piffarerio, qui alla loro quarta collaborazione insieme, dopo Maschera Nera, Atomik, El Gringo, prima di Fouché e Alan Ford. Le copertine sono di Luigi Corteggi. Edita dall'Editoriale Corno con periodicità dapprima quindicinale e poi mensile, la serie è iniziata nell'aprile del 1968 per interrompersi, dopo soli 10 numeri, a novembre dello stesso anno.

## Caratterizzazione del personaggio e trama
La storia è ambientata a Londra, ai tempi della Belle époque. Ispirato al modello di Arsenio Lupin, Milord è un ladro gentiluomo che ruba ai ricchi non solo per sé stesso, ma anche per aiutare i più bisognosi, celando il proprio volto dietro una maschera. Nella realtà egli è Edward Grinn; ha assunto questa identità dopo che il vero Milord, a cui ha cercato di salvare la vita e che invece muore fra le sue braccia a seguito di un incidente (cade rovinosamente da un cornicione nel primo episodio), gli chiede di continuare le sue gesta, punendo i profittatori ed i banditi. Edward accetta e, superata qualche iniziale difficoltà, dimostra ben presto di avere capacità e classe per perpetrare l'esistenza e continuare l'affascinante leggenda di Milord.

## Elenco albi
Di seguito sono riportati i numeri, i titoli e le date di uscita di tutti gli albi della serie:
1. Un ballo in maschera - 29 aprile 1968
2. L'uomo dal principe di Galles - 13 maggio 1968
3. Sfida a Scotland Yard - 27 maggio 1968
4. La casa del dottor Jeckyll - 10 giugno 1968
5. I segugi inseguono la volpe - 24 giugno 1968
6. Smog - luglio 1968
7. Cricket club - agosto 1968
8. L'ombra - settembre 1968
9. Sotto i ponti del Tamigi - ottobre 1968
10. Un vecchio smoking - novembre 1968